# مطب
مطبات السرعة (بالإنجليزية: Speed bumps)‏ (وتسمى أيضًا عتبات المرور أو كاسرات السرعة) هي فئة من أجهزة تهدئة حركة المرور التي تستخدم الانحراف الرأسي لإبطاء حركة مرور المركبات الآلية من أجل تحسين ظروف السلامة. وتكون عادة بارتفاع مابين (7.5 إلى 12 سم). يتناسب طول المطب الصناعي مع السرعة القصوى التي يمكن المرور بها فوقه. فالمطبات القصيرة (30 سم) تلائم السرعات الواطئة بحدود 5 كيلومتر/ساعة والتي عادة ما تكون قرب نقاط التفتيش العسكرية حيث تعرف هذه المطبات في الثقافة الإنكليزية بانها وسيلة الشرطي الكسلان لضبط الأمن. اما المطبات التي تستعمل في المناطق السكنية لتحديد السرعة فتكون ذات اطوال بحدود 1.2 متر لتحدد السرعة إلى 15 كيلومتر/الساعة ولتكون فعالة لكل أنواع السيارات حتى الكبيرة منها التي لا تتاثر بالمطبات القصيرة الطول الخاصة بنقاط التفتيش.
على الرغم من فعالية مطبات السرعة في خفض سرعات المركبات، إلا أن استخدامها مثير للجدل في بعض الأحيان، حيث يمكن أن تزيد من ضوضاء المرور، وقد تلحق الضرر بالمركبات إذا تم عبورها بسرعة كبيرة جدًا (على الرغم من أن هذا هو الهدف)، وتبطئ مركبات الطوارئ. يمكن أن تكون مطبات السرعة المصممة بشكل سيئ والتي تقف مرتفعة جدًا أو بزاوية حادة جدًا مزعجة للسائقين، وقد يكون من الصعب التنقل بها للمركبات ذات الخلوص الأرضي المنخفض، حتى عند السرعات المنخفضة جدًا. تعاني العديد من السيارات الرياضية من هذه المشكلة مع مطبات السرعة هذه. يمكن أن تشكل مطبات السرعة أيضًا مخاطر جسيمة على راكبي الدراجات النارية والدراجات إذا لم تكن مرئية بوضوح، على الرغم من أنه في بعض الحالات، يسمح القطع الصغير عبر المطبات لهذه المركبات بالمرور دون عوائق.